# Јевгениј Рудаков
Јевгениј Васиљевич Рудаков (рус. Евгений Васильевич Рудаков; Москва, 2. јануар 1942 — Кијев, 21. децембар 2011) био је руски и совјетски фудбалер, играо је на позицији голмана. 

## Биографија
Рођен је у Москви. Са 17 година приступио је омладинском тиму Торпеда. Због велике конкуренције међу голманима у тиму, отишао је да игра у Суднобудивњику из Николајева. Од 1963. године придружио се кијевском Динаму, за који је играо све до 1977. Освојио је седам првенстава СССР и три куп такмичења. Са Динамом је успео да освоји Куп победника купова у сезони 1974/75. Проглашен је за најбољег совјетског фудбалера 1971. године.
Одиграо је укупно 48 утакмица за репрезентацију СССР-а (укључујући 6 утакмица за олимпијску репрезентацију СССР-а и 42 за А тим). Са репрезентацијом је играо финале Европског првенства 1972. године у Белгији, када су поражени од Западне Немачке. Играо је за олимпијски тим СССР-а, са којим је освојио бронзану медаљу на Олимпијским играма у Минхену 1972. године.
По завршетку играчке каријере тренирао је неколико клубова са седиштем у Украјини, али углавном је радио у омладинској фудбалској школи Динама Кијев по имену Валериј Лобановски, где је тренирао млађе категорије.
Преминуо је 21. децембра 2011. године у Кијеву. Сахрањен је на гробљу Бајково у Кијеву.

## Успеси

### Клуб
Динамо Кијев
- Првенство СССР: 1966, 1967, 1968, 1971, 1974, 1975, 1977.
- Куп СССР: 1964, 1966, 1974.
- Куп победника купова: 1974/75.
- УЕФА суперкуп: 1975.

### Репрезентација
СССР
- Европско првенство друго место: Белгија 1972.
- Олимпијске игре бронза: Минхен 1972.

### Индивидуалне награде
- Најбољи тим Европског првенства: 1972.[3]
- Украјински фудбалер године: 1971.
- Совјетски фудбалер године: 1971.